# Методы интегрирования
Точное нахождение первообразной (или интеграла) произвольных функций — процедура более сложная, чем «дифференцирование», то есть нахождение производной. Зачастую, выразить интеграл в элементарных функциях невозможно.

## Непосредственное интегрирование
Непосредственное интегрирование — метод, при котором интеграл, путём тождественных преобразований подынтегральной функции (или выражения) и применения свойств интеграла, приводится к одному или нескольким интегралам элементарных функций.

## Метод замены переменной (метод подстановки)
Метод интегрирования подстановкой заключается в введении новой переменной интегрирования. При этом, заданный интеграл приводится к интегралу элементарной функции, или к нему сводящемуся.
Общих методов подбора подстановок не существует — умение правильно определить подстановку приобретается практикой.
Пусть требуется вычислить интеграл {\displaystyle \int F(x)dx.} Сделаем подстановку {\displaystyle x=\varphi (t),}
где {\displaystyle \varphi (t)} — функция, имеющая непрерывную производную.
Тогда {\displaystyle dx=\varphi '(t)\cdot dt} и на основании свойства инвариантности формулы интегрирования
неопределенного интеграла получаем формулу интегрирования подстановкой:
{\displaystyle \int F(x)dx=\int F(\varphi (t))\cdot \varphi '(t)dt.}
Этот метод также называют методом подведения под знак дифференциала и записывают следующим образом: функция вида {\displaystyle v(u(x))} интегрируется следующим образом:
{\displaystyle \int v(u(x))dx=\int v(u(x)){\frac {d(u(x))}{d(u(x))/dx}}=\int v(u(x)){\frac {d(u(x))}{u'_{x}}}.}
Пример: Найти {\displaystyle \int x{\sqrt {x-3}}\,dx}
Решение: Пусть {\displaystyle {\sqrt {x-3}}=t}, тогда {\displaystyle x-3=t^{2},x=3+t^{2},dx=2tdt}.
{\displaystyle \int x{\sqrt {x-3}}\,dx=\int (t^{2}+3)t\cdot 2tdt=2\int (t^{4}+3t^{2})dt=2\int t^{4}dt+6\int t^{2}dt={\frac {2}{5}}t^{5}+{\frac {6}{3}}t^{3}+C={\frac {2}{5}}{\sqrt {x-3}}^{5}+2{\sqrt {x-3}}^{3}+C}
Вообще различные подстановки часто используются для вычисления интегралов, содержащих радикалы. Другим примером может служить подстановка Абеля
{\displaystyle t={d({\sqrt {x^{2}+px+q}}) \over dx},}
применяемая для вычисления интегралов вида
{\displaystyle \int {dx \over (x^{2}+px+q)^{m \over 2}},}
где m натуральное число. Иногда применяются подстановки Эйлера. См. также об интегрировании дифференциального бинома ниже.

### Интегрирование некоторых тригонометрических функций
Пусть требуется проинтегрировать выражение {\displaystyle R(\sin x,\cos x)}, где R является рациональной функцией от двух переменных. Такой интеграл удобно вычислять методом подстановки:
- если {\displaystyle R(-\sin x,\cos x)=-R(\sin x,\cos x)}, то применяется подстановка {\displaystyle t=\cos x}[2];
- если {\displaystyle R(\sin x,-\cos x)=-R(\sin x,\cos x)}, то применяется подстановка {\displaystyle t=\sin x}[2];
- если {\displaystyle R(-\sin x,-\cos x)=R(\sin x,\cos x)}, то применяется подстановка {\displaystyle t=\operatorname {tg} x}[3].

Частный случай этого правила:
{\displaystyle \int \sin ^{m}x\cdot \cos ^{n}x\cdot dx}
Выбор подстановки производится следующим образом:
- если m нечётное и положительное — удобнее сделать подстановку {\displaystyle \cos x=t};
- если n нечётное и положительное — удобнее сделать подстановку {\displaystyle \sin x=t};
- если же и n, и m чётные — удобнее сделать подстановку {\displaystyle \operatorname {tg} x=t}.

Пример: {\displaystyle I=\int \sin ^{2}x\cdot \cos x\cdot dx}.
Решение: Пусть {\displaystyle \sin x=t}; тогда {\displaystyle \cos x\cdot dx=dt} и {\displaystyle I=\int t^{2}dt={\frac {t^{3}}{3}}+C={\frac {\sin ^{3}x}{3}}+C}, где C — любая константа.

### Интегрирование дифференциального бинома
Для вычисления интеграла от дифференциального бинома
{\displaystyle I=\int x^{m}(a+bx^{n})^{p}\;dx,}
где a, b — действительные числа, a m, n, p — рациональные числа, также применяется метод подстановки в следующих трёх случаях:
- {\displaystyle p} — целое число. Используется подстановка {\displaystyle x=t^{k}}, {\displaystyle k} — общий знаменатель дробей {\displaystyle m} и {\displaystyle n};
- {\displaystyle {\frac {m+1}{n}}} — целое число. Используется подстановка {\displaystyle a+bx^{n}=t^{s}}, {\displaystyle s} — знаменатель дроби {\displaystyle p}.
- {\displaystyle p+{\frac {m+1}{n}}} — целое число. Используется подстановка {\displaystyle ax^{-n}+b=t^{s}}, {\displaystyle s} — знаменатель дроби {\displaystyle p}.

В остальных случаях, как показал П. Л. Чебышёв в 1853 году, этот интеграл не выражается в элементарных функциях.

## Интегрирование по частям
Интегрирование по частям — применение следующей формулы для интегрирования:
{\displaystyle \int u\cdot dv=u\cdot v-\int v\cdot du.}
Или:
{\displaystyle \int u\cdot v'\cdot dx=u\cdot v-\int v\cdot u'\cdot dx.}
В частности, с помощью n-кратного применения этой формулы находится интеграл
{\displaystyle \int P_{n+1}(x)e^{x}\,dx,}
где {\displaystyle P_{n+1}(x)} — многочлен {\displaystyle (n+1)}-й степени.

Пример: Найти интеграл {\displaystyle \int x\cdot \ln x\,dx}. 
Решение: Чтобы найти данный интеграл применим метод интегрирования по частям, для этого будем полагать, что {\displaystyle u=\ln x\Rightarrow \displaystyle {du={\frac {dx}{x}}}} и {\displaystyle dv=xdx\Rightarrow \int dv=\int xdx\Rightarrow v={\frac {x^{2}}{2}}}, тогда согласно формуле интегрирования по частям получаем {\displaystyle \int x\cdot \ln xdx={\frac {x^{2}\ln x}{2}}-{\frac {1}{2}}\int x^{2}\cdot {\frac {dx}{x}}={\frac {x^{2}\ln x}{2}}-{\frac {x^{2}}{4}}+C}

## Интегрирование рациональных дробей
Неопределенный интеграл от любой рациональной дроби на всяком промежутке, на котором знаменатель дроби не обращается в ноль, существует и выражается через элементарные функции, а именно он является алгебраической суммой суперпозиции рациональных дробей, арктангенсов и рациональных логарифмов.
Сам метод заключается в разложении рациональной дроби на сумму простейших дробей.
Всякую правильную рациональную дробь {\displaystyle {\tfrac {P(x)}{Q(x)}}}, знаменатель которой разложен на множители
{\displaystyle Q(x)=\prod _{i=1}^{n}(x-x_{i})^{k_{i}}\cdot \prod _{j=1}^{m}(x^{2}+p_{j}x+q_{j})^{s_{j}}}
можно представить (и притом единственным образом) в виде следующей суммы простейших дробей:

{\displaystyle {\frac {P(x)}{Q(x)}}=\sum _{i=1}^{n}{\sum _{j=1}^{k_{i}}{\frac {A_{ij}}{(x-x_{i})^{j}}}}+\sum _{l=1}^{m}{\sum _{t=1}^{s_{m}}{\frac {\alpha _{lt}+\beta _{lt}x}{(x^{2}+p_{l}x+q_{l})^{t}}}}}
где {\displaystyle A_{ij},\alpha _{lt},\beta _{lt}} — некоторые действительные коэффициенты, обычно вычисляемые с помощью метода неопределённых коэффициентов.
Пример: {\displaystyle \int {\frac {2x+3}{x^{2}-9}}\,dx.}
Решение: Разложим подынтегральное выражение на простейшие дроби:
{\displaystyle {\frac {2x+3}{x^{2}-9}}={\frac {2x+3}{(x-3)(x+3)}}={\frac {\alpha }{(x-3)}}+{\frac {\beta }{(x+3)}}}
Сгруппируем слагаемые и приравняем коэффициенты при членах с одинаковыми степенями:
{\displaystyle \alpha (x+3)+\beta (x-3)=2x+3}
{\displaystyle (\alpha +\beta )x+3\alpha -3\beta =2x+3}
Следовательно
{\displaystyle {\begin{cases}\alpha +\beta =2\\3\alpha -3\beta =3\\\end{cases}},{\begin{cases}\alpha ={\frac {3}{2}}\\\beta ={\frac {1}{2}}\\\end{cases}}}
Тогда
```

  

    

      

        

          

            

              
2

              
x

              
+

              
3

            

            

              

                
x

                

                  
2

                

              

              
−

              
9

            

          

        

        
=

        

          

            

              
3

              
2

            

            

              
x

              
−

              
3

            

          

        

        
+

        

          

            

              
1

              
2

            

            

              
x

              
+

              
3

            

          

        

      

    

    
{\displaystyle {\frac {2x+3}{x^{2}-9}}={\frac {\frac {3}{2}}{x-3}}+{\frac {\frac {1}{2}}{x+3}}}

  

```

Теперь легко вычислить исходный интеграл
{\displaystyle \int {\frac {2x+3}{x^{2}-9}}\,dx={\frac {3}{2}}\int {\frac {dx}{x-3}}+{\frac {1}{2}}\int {\frac {dx}{x+3}}={\frac {3}{2}}\ln |x-3|+{\frac {1}{2}}\ln |x+3|+C={\frac {1}{2}}\ln |(x-3)^{3}(x+3)|+C}

## Интегрирование элементарных функций
Для нахождения первообразной от элементарной функций в виде элементарной функции (или определения того, что первообразная не является элементарной) был разработан алгоритм Риша. Он полностью или частично реализован во многих системах компьютерной алгебры.

## Интегрирование рациональных функций от квадратного трехчлена под корнем
Для взятия интегралов вида  {\displaystyle \int {}^{}R(x,{\sqrt[{}]{ax^{2}+bx+c}})dx}  можно использовать подстановки эйлера с помощью которых данный интеграл, станет интегралом от рациональной функции. Но так-же возможно использовать подстановку тригонометрических функций. Суть метода заключается в преобразовании интеграла вида {\displaystyle \int {}^{}R(x,{\sqrt[{}]{ax^{2}+bx+c}})dx}  к интегралу вида {\displaystyle \int R(\sin(t),\cos(t))dt}  с дальнейшим интегрированием.
Путём выделения полного квадрата получаем: 
{\displaystyle ax^{2}+bx+c=\pm a(x-p)^{2}+q}
Где:
{\displaystyle a,p,q,b,c\in \mathbb {R} }
Обозначив {\displaystyle x-p={\mathcal {z}}}
Можем получить следующие три интеграла:
1. {\displaystyle \int _{}^{}R(z,{\sqrt {\xi ^{2}-z^{2}}})dz}
2. {\displaystyle \int R(z,{\sqrt {\xi ^{2}+z^{2}}})dz}
3. {\displaystyle \int _{}^{}R(z,{\sqrt[{}]{z^{2}-\xi ^{2}}})dz}

{\displaystyle \xi \in \mathbb {R} }
Для первого интеграла используем подстановку:
{\displaystyle z=\xi \sin(t)\Rightarrow dz=\xi \cos(t)dt}
{\displaystyle {\sqrt {\xi ^{2}-\xi ^{2}\sin ^{2}(t)}}=\xi \cos(t)} или:
{\displaystyle z=\xi cost\Rightarrow dz=-\xi sin(t)dt}
{\displaystyle {\sqrt {\xi ^{2}-\xi ^{2}\cos ^{2}(t)}}=\xi sin(t)}
И так приходим к интегралу вида: 
{\displaystyle \int R(\sin(t),\cos(t))dt}
Для второго интеграла используем подстановку:
{\displaystyle z=\xi \tan(t)\Rightarrow dz={\frac {\xi dt}{\cos ^{2}(t)}}}
{\displaystyle {\sqrt {\xi ^{2}+z^{2}}}={\sqrt {\xi ^{2}+\xi ^{2}\tan ^{2}(t)}}={\frac {\xi }{\cos(t)}}}
И снова приходим к интегралу:
{\displaystyle \int R(\sin(t),\cos(t))dt}
Для третьего интеграла используется подстановка:
{\displaystyle z={\frac {\xi }{cos(t)}}\Rightarrow dz={\frac {\xi sin(t)}{\cos ^{2}(t)}}dt}
{\displaystyle {\sqrt {z^{2}-\xi ^{2}}}={\sqrt {{\frac {\xi ^{2}}{\cos ^{2}(t)}}-\xi ^{2}}}=\xi {\sqrt {{\frac {1}{\ cos^{2}(t)}}-1}}=\xi \tan(t)}
И в итоге получается интеграл:
{\displaystyle \int R(\sin(t),\cos(t))dt}